# Gmina związkowa Bad Hönningen
Gmina związkowa Bad Hönningen (niem. Verbandsgemeinde Bad Hönningen) – gmina związkowa w Niemczech, w kraju związkowym Nadrenia-Palatynat, w powiecie Neuwied. Siedziba gminy związkowej znajduje się w mieście Bad Hönningen.

## Podział administracyjny
Gmina związkowa zrzesza cztery gminy, w tym jedną gminę miejską (Stadt) oraz trzy gminy wiejskie:
1. Bad Hönningen
2. Hammerstein
3. Leutesdorf
4. Rheinbrohl